# Éverton Lopes
Éverton dos Santos Lopes (Salvador de Bahia, 8 agosto 1988) è un pugile brasiliano, nelle categorie dei pesi leggeri e superleggeri.

## Carriera pugilistica
Ha vinto il torneo dominicano "Copa Independencia" nel 2008. Qualificato per le Olimpiadi di Pechino 2008 ha perso nel corso dei sedicesimi contro il poco conosciuto kirghizo Asylbek Talasbaev nella categoria dei pesi leggeri. Nel 2011 ha vinto la medaglia d'oro ai campionati mondiali di pugilato dilettanti tenutisi a Baku nella categoria dei pesi superleggeri.